# Manuel Marulanda Vélez
Manuel Marulanda Vélez, codinome de Pedro Antonio Marín, (Génova, Colômbia, 12 de maio de 1930 – Meta, 26 de março de 2008) foi o fundador e comandante em chefe das Forças Armadas Revolucionárias da Colômbia – Exército do Povo (FARC-EP). Também foi conhecido como Tirofijo ("tiro certeiro") pela precisão dos disparos.

## Carreira
Embora comunista, ele começou na guerrilha ao lado de militantes de um dos dois partidos tradicionais, o Liberal, sublevados com o assassinato em 1948 de Jorge Eliecer Gaitán, um populista que se levantou contra os caciques do partido. O "bogotazo", explosão de violência em Bogotá diante de espantados dignitários que participavam de reunião da OEA (Organização dos Estados Americanos), acabou resultando na formação de "repúblicas camponesas independente" e dos primeiros grupos guerrilheiros-revolucionários colombianos.
"Tirofijo" vem daí, final dos anos 40, mais de meio século de fuzil nas mãos. Entre 1948 e 1953, época conhecida como "La Violencia", tombaram 300 mil.
Mais tarde se soube, por meio de documentos e relatos orais, da "forte influência" dos comunistas nessas formações, das quais saíram as Farc de "Tirofijo". No final dos anos 60, com a descida das montanhas do venezuelanos, o  Partido Comunista da Colômbia era o único "partidão" do continente metido em luta armada.
Os russos hesitavam em incluí-lo entre os fiéis a Moscou. Houve, então, um primeiro racha. A "Voz Operária", do PC, caiu em cima dos que insistiam em soluções militares e declarou a inexistência de "levantes revolucionários" no país. Mesmo assim, as Farc continuaram vigentes, sem abrir mãos, até hoje, de seu caráter revolucionário marxista-lenista.
"Tirofijo" seria o guardião desse ortodoxismo. Mesmo diante da debandada de companheiros e dos entendimentos com Betancourt, a ala militar das FARC tratou de não desmobilizar as 27 frentes da guerrilha.
Em "Cuadernos de Campaña" ("Cadernos de Campanha"), escrito por ele em 1973, o velho combatente se mostra [é o segundo item] com uma mentalidade sobretudo militar. Há mais de 50 anos com fuzil nas mãos, ele não saberia fazer outra coisa, do mesmo jeito que seus companheiros do Estado-Maior
Morreu em 26 de março de 2008 de um ataque cardíaco em um lugar desconhecido. Sua morte só foi divulgado dois meses depois pelas FARC. Seu sucessor foi Alfonso Cano, um dos principais ideólogos das Farc.
Em novembro de 2011 Alfonso Cano foi morto numa operação militar na Colômbia.